# Grand Prix automobile du Danemark 1961
Le Grand Prix du Danemark 1961 de Formule 1, course disputée hors-championnat, a eu lieu sur le Roskilde Ring les 26 et 27 août 1961. 
La course s'est disputée en trois manches, une première de 20 tours et deux suivantes de 30 tours. Stirling Moss s'est imposé au terme des trois manches.

## Classement
| Pos. | Pilote                  | Écurie                    | Voiture       | Temps/Abandon                        | TGrille |
| ---- | ----------------------- | ------------------------- | ------------- | ------------------------------------ | ------- |
| 1    | Stirling Moss           | UDT Laystall Racing Team  | Lotus-Climax  | 59:28.5                              | 1       |
| 2    | Innes Ireland           | Team Lotus                | Lotus-Climax  | + 1:14.0 s                           | 5       |
| 3    | Roy Salvadori           | Yeoman Credit Racing Team | Cooper-Climax | + 2:06.8 s                           | 6       |
| 4    | Henry Taylor            | UDT Laystall Racing Team  | Lotus-Climax  | + 2:53.9 s                           | 4       |
| 5    | Tim Parnell             | Tim Parnell               | Lotus-Climax  | + 3:19.4 s                           | 7       |
| 6    | Keith Greene            | Gilby Engineering         | Gilby-Climax  | + 4:31.6 s                           | 10      |
| 7    | Jim Clark               | Team Lotus                | Lotus-Climax  | 60 laps (Ret from Heat 2 - Steering) | 11      |
| Abd. | John Surtees            | Yeoman Credit Racing Team | Cooper-Climax | Cam follower (DNS Heat 3)            | 3       |
| Abd. | Jack Brabham            | Jack Brabham              | Cooper-Climax | Gearbox (Heat 2)                     | 2       |
| Abd. | Masten Gregory          | UDT Laystall Racing Team  | Lotus-Climax  | Gearbox (Heat 2)                     | 8       |
| Abd. | Carel Godin de Beaufort | Ecurie Maarsbergen        | Porsche       | Puncture (Heat 2)                    | 9       |
| NP   | Lucien Bianchi          | Equipe Nationale Belge    | Lotus-Climax  | No car                               | -       |

## Pole position et record du tour
- Pole position :  Stirling Moss (Lotus-Climax) en 42 s 8.
- Meilleur tour en course :  Stirling Moss (Lotus-Climax) en 42 s 8.